# Pseudevirchoma soror
Pseudevirchoma soror là một loài tò vò trong họ Ichneumonidae.